# I-Mobile
Samart I-Mobile Public Company Limited (тайск. บริษัท สามารถ ไอ-โมบาย จำกัด (มหาชน)), известная под брендом I-Mobile (тайск. ไอ-โมบาย) — бывшая тайская компания-производитель сотовых телефонов, а также Android-смартфонов, существовавшая с 1995 по 2017 годы. Являлась дочерней компанией группы компаний Samart. Это был один из ведущих местных брендов мобильных телефонов в Таиланде. Компания была основана в 1995 году, её штаб-квартира располагалась в городе Нонтхабури.

## Рыночное положение
У I-Mobile был собственный магазин под названием «I-Mobile by Samart», через который велись продажи ИТ-устройств, сотовых телефонов, аксессуаров, SIM-карт и предоставление послепродажного обслуживания по всей стране.
В 2014 году бренд I-Mobile занимал на домашнем рынке четвёртую по величине долю рынка с 9,2 % продаж смартфонов в штучном выражении. Компания не ограничивалась продажами в Таиланде и вышла на рынки ряда азиатских стран, а именно Малайзии, Камбоджи, Индонезии, Мьянмы, Лаоса, Гонконге, Индии, Бангладеша и Шри-Ланки.
В 2017 году I-Mobile была ликвидирована после убытка в течение 2-3 лет подряд (что является типичной проблемой для локальных брендов во всём мире в эти годы из-за экспансии китайских производителей) в рамках реструктуризации материнской компании, которая сосредоточилась на работе с цифровым бизнесом.

## Продукция
Как и все локальные бренды, I-Mobile не разрабатывала и не производила самостоятельно большую часть своей продукции, а заказывала готовые устройства у китайских ODM-поставщиков. Некоторые из них представлены на рынках других стран под другими брендами.
В начале XXI века I-Mobile пользовалась услугами тайваньского производителя Arima (например, телефон I-Mobile 311 имеет заводское название Arima 1032). Он же сотрудничал с рядом так называемых А-брендов (Motorola, Sony Ericsson и т. д.), и на контрактах с менее крупным брендом нередко обкатывались технологические новации, впоследствии применённые в устройствах А-брендов. Так, например, I-Mobile 902, выпущенный в 2006 году, был одним из первых в мире телефонов с 5-мегапиксельной камерой, которая была разработана Sony и в следующем году применялась в Sony Ericsson. Ещё одним партнёром была корейская компания VK Mobile — некоторые её телефоны продавались в Таиланде под брендом I-Mobile с сохранением названий моделей. В целом эти годы были периодом, когда устройства локального бренда были представлены почти во всех сегментах рынка, включая верхний.
В 2010-е годы бренд заказывал выпуск Android-смартфонов у китайских контрактных производителей, в том числе Maysun и Tinno. Пример последнего — Tinno S8073, также известный как Fly IQ442 Miracle.